# Gångbro

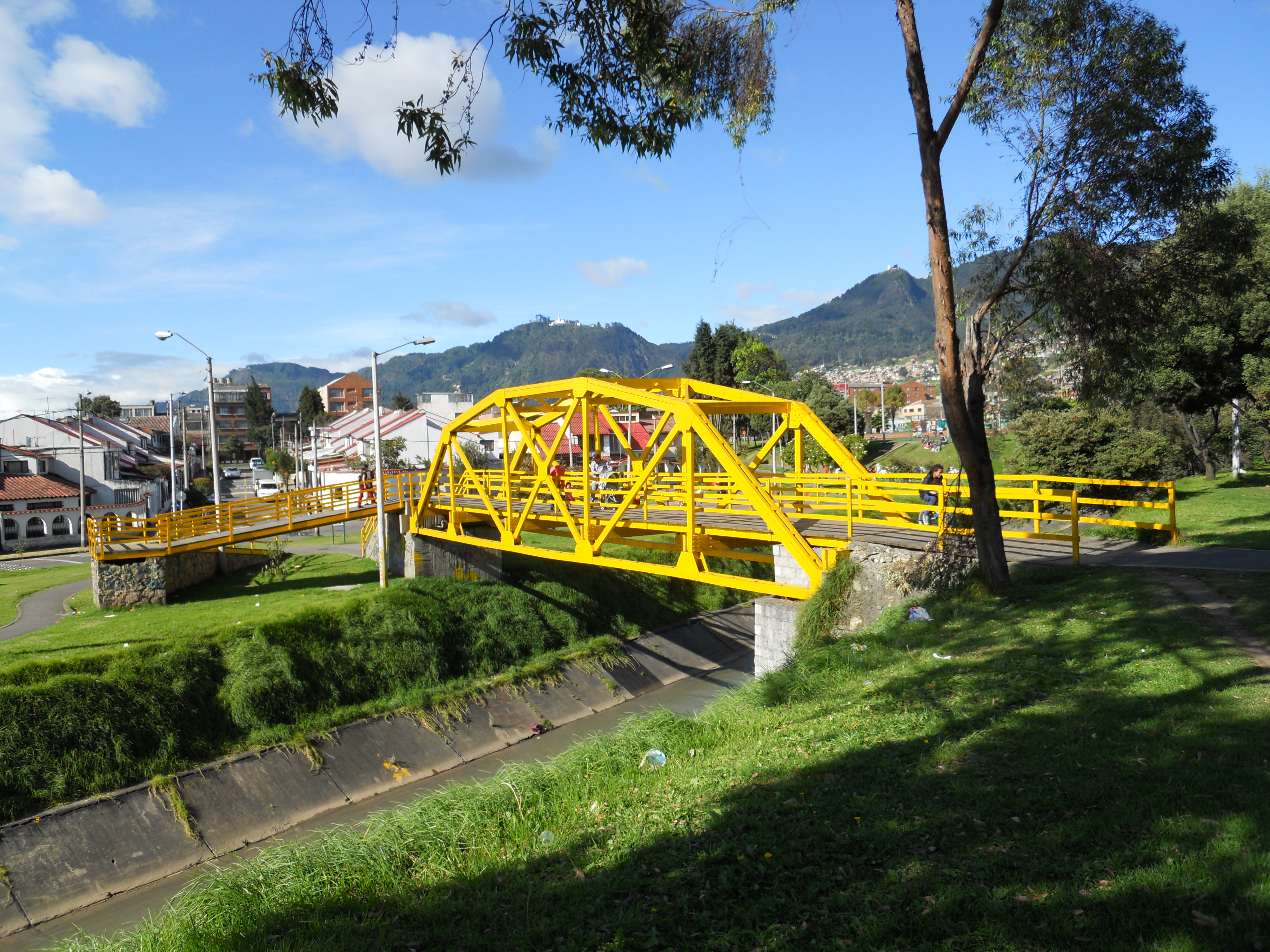
En gångbro i Bogotá.

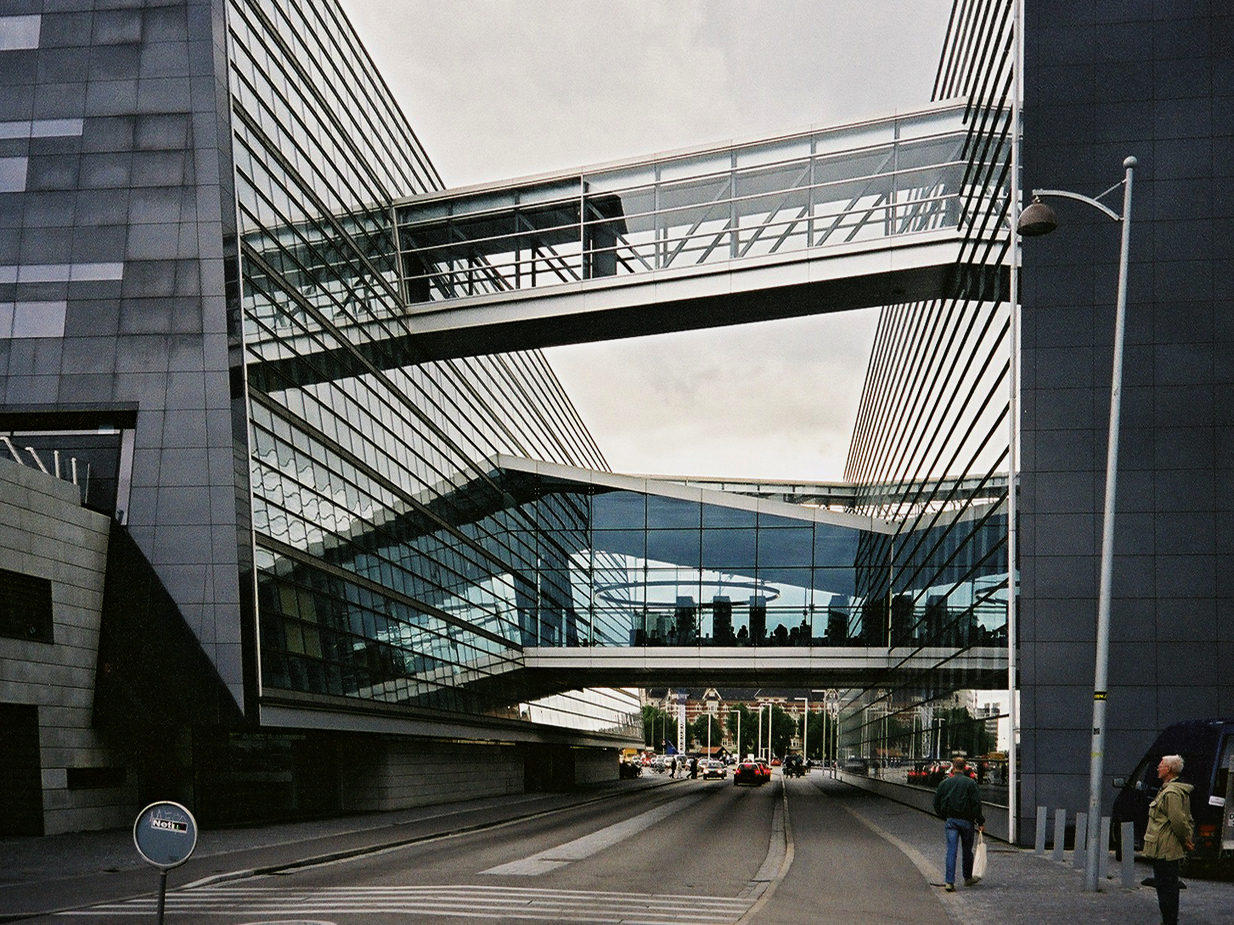
Gångbroar mellan nya och gamla Det Kongelige Bibliotek i Köpenhamn.

En gångbro är en förbindelse för gående mellan byggnader, över en större väg, gata, järnväg eller kanal. Bredare gångbroar är som regel delade, med den ena halvan markerad för cyklister.

## Galleri

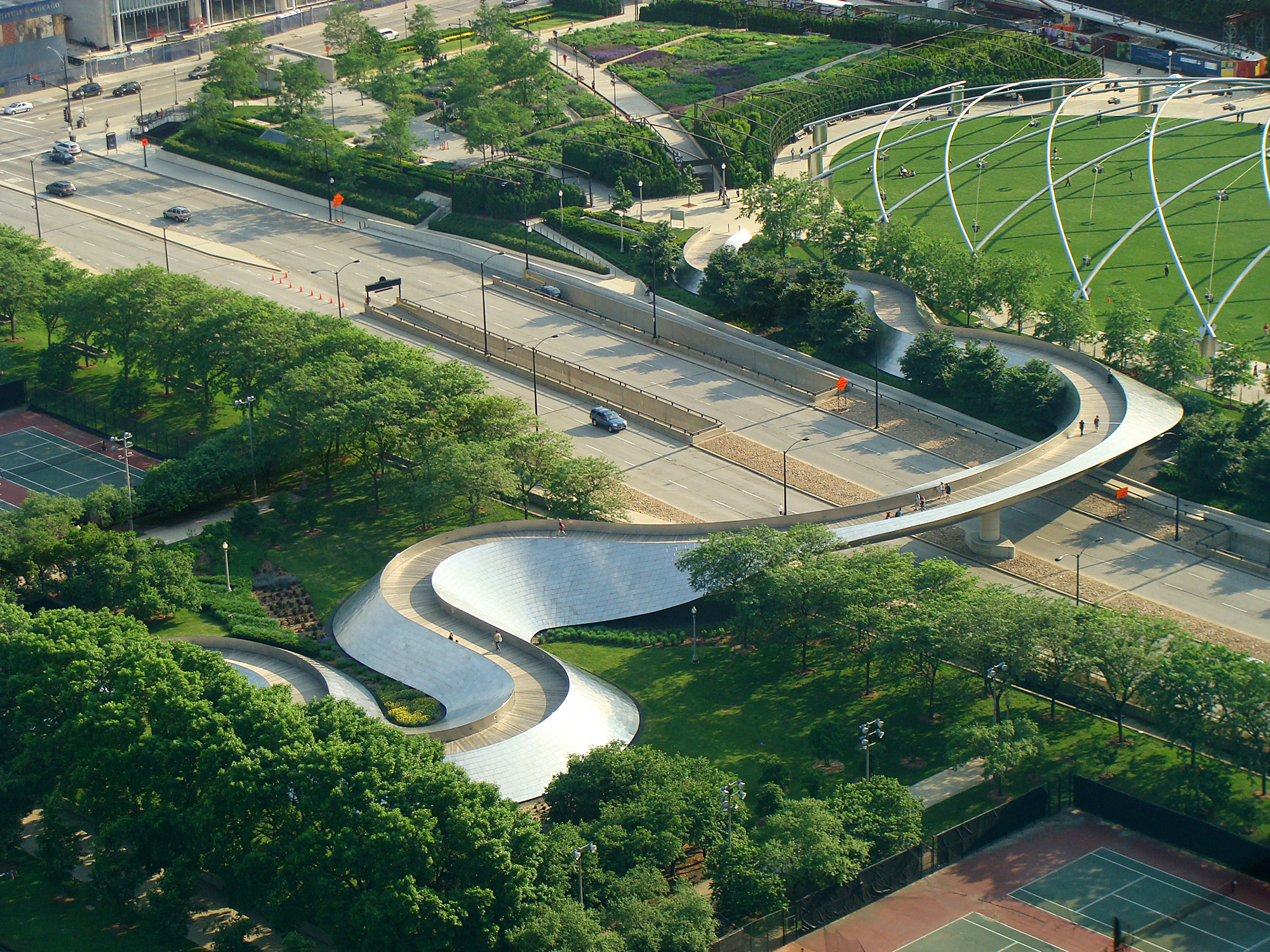
Gångbro i Millennium Park i Chicago. Arkitekt Frank Gehry.
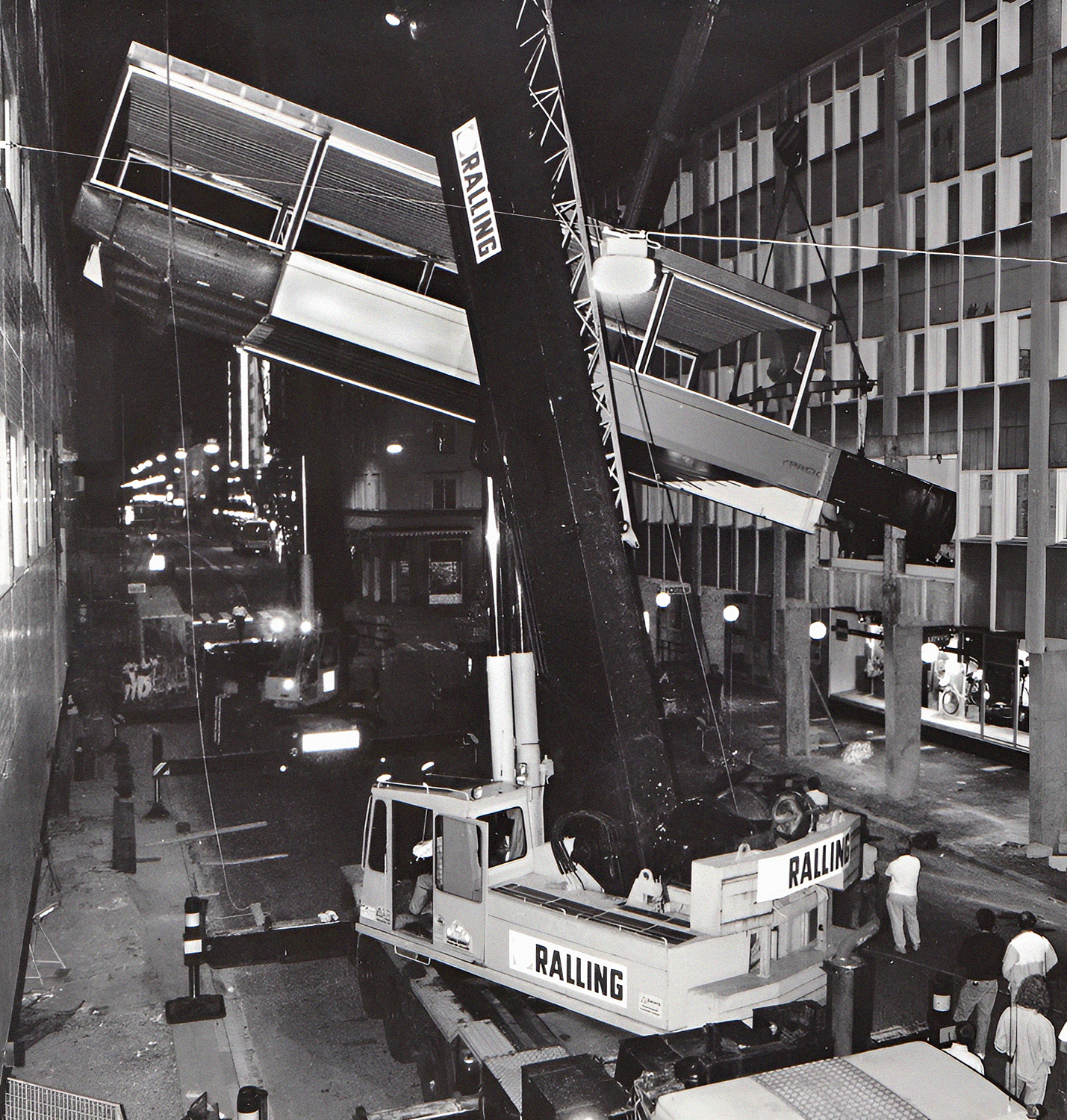
En gångbro läggs mellan Arkadenhuset och gamla NK huset. Malmö 3 aug 1992.